# Alberta Highway 1X
Der Alberta Highway 1X ist ein Highway der den Trans-Canada-Highway mit dem Bow Valley Trail verbindet. Der Highway überquert östlich von Canmore den Bow River, ohne dabei eine Ortschaft zu berühren.